# Акші (Аягозький район)
Акші́ (каз. Ақши) — село у складі Аягозького району Абайської області Казахстану. Адміністративний центр Акшийського сільського округу.
Населення — 690 осіб (2021; 914 у 2009, 1044 у 1999, 1529 у 1989).
Національний склад станом на 1989 рік:
- казахи — 100 %

Станом на 1989 рік село називалось Акший.